# Al-Adel
Pour les articles homonymes, voir Sayf ad-Dîn.
Al-Malik al-`Âdil Sayf ad-Dîn Safadin (dit « le Juste ») (né en 1145 - mort en 1218) est un sultan ayyoubide d’origine  Kurde de 1200 à 1218. Après avoir vécu dans l'ombre de son frère Saladin, il profite des luttes de pouvoir entre les fils de ce dernier pour se poser en arbitre des querelles de ses neveux, puis finit par les éliminer pour devenir le sultan suprême de l'empire ayyoubide.

## Biographie

### Frère de Saladin
Dès qu'il s'empare de Damas, le 27 novembre 1174, Saladin y installe sa capitale, montrant sa volonté d'unifier la Syrie, et nomme son frère Sayf ad-Din gouverneur d'Égypte. Ce dernier participe à ce titre à plusieurs campagnes contre les Francs ou les derniers Zengides. Il fait également diversion au profit de son frère quand la stratégie le demande, comme en août 1182, quand Saladin tente de prendre Beyrouth pour couper les communications entre le royaume de Jérusalem et le comté de Tripoli ; Al-Adel est chargé de faire plusieurs expéditions dans la région de Gaza, afin d'y attirer les troupes de Baudouin le Lépreux. En février 1183, Al-Adel doit faire face à une menace sérieuse : Renaud de Châtillon, seigneur d'Outrejourdain organise une expédition en vue de piller la Mecque et Al-Adel se hâte de dépêcher une flotte qui coule celle des Francs. En novembre de la même année, il participe avec Saladin à l'expédition punitive contre Renaud.

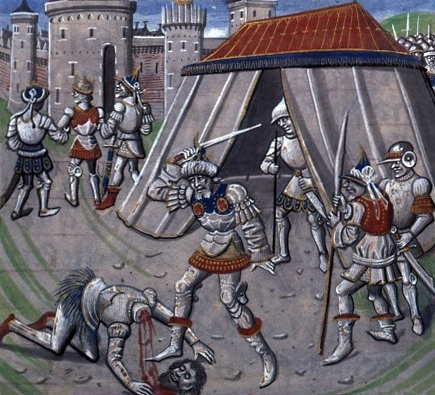
Exécution de Renaud de Châtillon, à l'issue de la bataille de Hattin.
Guillaume de Tyr, Historia
(BNF, Mss.Fr.68, folio 399)

Lorsque Saladin s'empare de la ville d'Alep, en 1183, il confie la ville à Al-Adel et confie l'Égypte conjointement à son fils Malik al-Aziz et à un de ses neveux et fils d'Al-Adel, Taki ed-Din Abbas. Mais en 1186, Saladin commence à se méfier de sa famille et retire Alep pour le donner à son fils El-Malik ed-Zahir Ghazi. De même il retire l'Égypte à Taki ed-Din, y laissant Malik al-Aziz seul gouverneur. Al-Adel reçoit en compensation les fief d'Édesse et du Harrân.
Ces remaniements n'empêchent pas Al-Adel de participer activement à la bataille de Hattin le 3 juillet 1187, puis à la conquête du royaume de Jérusalem : il prend Jaffa peu après, participe à la prise de Jérusalem. Saladin se rend compte alors que le port de Tyr, défendu par Conrad de Montferrat, un croisé qui vient d’arriver, devient le centre de la résistance franque à la reconquête. Durant l’automne 1187, il vient assiéger la ville, accompagné de son fils Al-Afdhal, son frère Al-Adel et son neveu Taik ad-Din. Malheureusement la flotte musulmane est partiellement coulée le 30 décembre 1187 et les galères restantes sont dispersées et prennent la fuite. Les Ayyoubides doivent lever le siège de Tyr le 1er janvier 1188. Peu après, Al-Adel reçoit de son frère en fief la Transjordanie, conquise sur les héritiers de Renaud de Châtillon.
L’annonce de la chute de Jérusalem a suscité en Europe l’envoi d’une troisième croisade. Les principaux souverains, l’empereur germanique Frédéric Barberousse, le roi de France Philippe II Auguste et le roi d’Angleterre Henri II Plantagenêt répondent à l’appel, mais une guerre qui oppose les deux derniers retardent leur départ. C’est d’ailleurs, Richard Cœur de Lion, fils et héritier d’Henri Plantagenet, qui conduit l’armée anglaise à la croisade. Frédéric Barberousse approche de la Syrie en mai 1190, mais se noie dans le Saleph.
Les Francs n’ont pas attendu l’arrivée de croisés pour reprendre l’initiative. Dès le 20 août 1189, Guy de Lusignan, roi de Jérusalem a mis le siège devant Saint-Jean-d’Acre. Saladin tente de dégager la ville, et Al-Adel le rejoint le 25 novembre 1189 à la tête d’une armée égyptienne. Lors du printemps 1190, Saladin tombe malade et Al-Adel le remplace dans la direction du contre siège. Le 30 juillet 1190, un détachement de croisés allemands attaque le camp d’Al-Adel et le prennent par surprise, mais s’attardent à le piller, laissant le temps à Al-Adel d’organiser une contre-offensive qui lui permet de massacrer une grande partie des croisés Allemands.

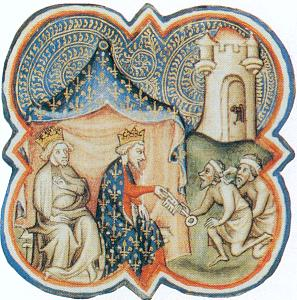
Reddition de Saint-Jean-d'Acre.

Au cours du printemps 1190, les assiégeants reçoivent les renforts français et anglais et prennent la ville le 12 juillet 1191, malgré les efforts de Saladin et d’Al-Adel. Après la prise de la ville, Philippe Auguste repart vers la France, tandis que Richard Cœur de Lion reste en Terre Sainte. Trouvant que Saladin n’exécute pas assez vite les conditions de libération des défenseurs de Saint-Jean-d’Acre, il les fait massacrer, suscitant la désapprobation et la colère du monde musulman. Puis il décide de marcher vers le sud pour continuer la reconquête. Peu après la sortie de Saint-Jean-d’Acre, Al-Adel tente de surprendre l’armée croisée le 24 août 1191, mais il est repoussé Les croisés arrivent ensuite devant Arsuf, et Richard Cœur de Lion tente une négociation, Saladin, se souvenant du massacre de Saint-Jean-d’Acre, n’en a nullement l’intention, mais envoie son frère Al-Adel, car il a besoin de temps pour faire venir des renforts. Puis il engage la bataille d'Arsouf (7 septembre 1191), qui est remportée par les croisés.
Richard prend ensuite Jaffa, et entame des négociations avec Al-Adel, avec l’aide d’Onfroy IV de Toron comme traducteur, mais elle n’aboutissent pas et Saladin envoie son frère en octobre 1191 à Jérusalem pour qu’il en relève les murailles et mette la ville en état de défense. En novembre, Richard Cœur de Lion envoie de nouveau messagers pour sonder les dispositions de Saladin. Il pose comme condition à un traité de paix la restitution du royaume de Jérusalem dans ses limites de 1185, ce que refuse Saladin. Mais le résultat de ces négociations est qu’une amitié se noue entre Richard et Al-Adel. Richard propose alors la main de sa sœur Jeanne d’Angleterre à Al-Adel et que les deux époux gouvernent le royaume de Jérusalem. Al-Adel et Saladin acceptent, mais Jeanne d’Angleterre refuse d’épouser un prince musulman.
À trois reprises (Noël 1191, juin 1192 et juillet 1192), Richard Cœur de Lion marche sur Jérusalem et arrive dans ses abords, mais ne tente pas de prendre la ville. Puis Saladin attaque sans succès Jaffa le 31 juillet 1192. Finalement les négociations, qui n’ont pas été interrompues par ces actions militaires, aboutissent le 2 septembre 1192 à un traité de paix qui reconnaît la présence des Francs sur le littoral palestinien et la possession de l’hinterland aux Ayyoubides

### Oncle des héritiers de Saladin
Saladin meurt dans la nuit du 3 au 4 mars 1193. Son fils aîné, Al-Afdhal, reçoit Damas, la Palestine et la Syrie Méridionale, son second fils, Al-Aziz, l’Égypte et le troisième, Malik ed-Zahir, reçoit Alep et la Syrie du Nord. Les autres princes ayyoubides reçoivent des fiefs mineurs, comme Al-Adel qui a la Jazira, le Diyabékir et la Transjordanie. Al-Afdhal reçoit en outre le titre de sultan suprême, mais c’est un jeune homme de vingt-trois ans qui passe son temps dans les plaisirs, renvoie les ministres de son père et les remplace par des personnes peu capables d’administrer le sultanat. Les ministres disgraciés se réfugient en Égypte, où ils excitent Al-Aziz contre son frère. À la fin du mois de mai 1194, Al-Aziz assiège Damas et son frère, lequel appelle Al-Adel à son secours. Ce dernier intervient, et oblige Al-Aziz à rentrer en Égypte. Le prestige d’Al-Adel en est accru et il commence à passer pour la personne capable de diriger l’empire ayyoubide. En 1195, Al-Aziz tente une nouvelle attaque contre son frère, mais lorsque l’armée arrive à proximité de Tibériade, une partie de ses émirs l’abandonne et Al-Aziz doit repartir vers l’Égypte, poursuivi par Al’Afdhal. Là encore, Al-Adel, qui préfère que ses neveux s’épuisent dans leur rivalité et ne veut pas que l’un d’eux l’emporte, empêche Al-Afdhal d’écraser son frère. Al-Afdhal rentre à Damas et Al-Adel s’installe en Égypte. Au mois de juin 1196, Al-Adel et Al-Aziz marchent sur Damas, qu’ils prennent le 3 juillet 1196. Conformément à leur accord, Al-Afdhal est déposé et exilé dans un petit fief à Sarkhad, tandis qu’Al-Adel devient sultan de Damas.
En 1197, une armée de croisés allemands décide d'une attaque en terre musulmane sans même prévenir Henri II de Champagne, roi de Jérusalem. Al-Adel, en représailles, tente une incursion sur Saint-Jean-d'Acre, mais il est repoussé par Henri de Champagne. Al-Adel attaque alors Jaffa, qu'il prend en septembre 1197. Henri de Champagne meurt peu après, et les croisés allemands assiègent ensuite Toron, mais l'annonce de la mort de l'empereur germanique Henri VI leur font lever le siège. Amaury II de Lusignan, le nouveau roi de Jérusalem, conclut le 1er juillet 1198 une trêve pour une durée de cinq ans.
En effet, la situation intérieure de l’empire ayyoubide va requérir l’ensemble de son attention et de ses moyens. Le 27 novembre 1198, Al-`Aziz `Imâd ad-Dîn `Uthmân, sultan d’Égypte, meurt des suites d’une chute de cheval au cours d’une chasse au loup dans le voisinage des Pyramides. Son fils, Malik al-Mansour, âgé de neuf ans, lui succède et son entourage, craignant les ambitions d’Al-Adel, fait appel à Al-Afdhal, qui exerce la régence. Sa première action est de tenter de reprendre Damas, et il profite d’une absence d’Al-Adel en Jazirâ pour le faire, mais Al-Adel, prévenu, revient en hâte à Damas le 8 juin 1199, alors que l’armée égyptienne n’atteint la ville que le 14 juin 1199, bientôt rejointe par Malik ed-Zahir, émir d’Alep. Al-Adel profite du temps que lui accorde leur irrésolution pour semer la discorde entre les deux frères, qui abandonnent le siège en janvier 1200, puis il reprend l’offensive, marche vers l’Égypte et prend le Caire le 5 février 1200. Al-Afdhal est exilé au Diyârbékir, et Malik al Mansour est déposé et nommé gouverneur d’Édesse, mais se réfugie à Alep. Devenu maître de l’Empire ayyoubide, Al-Adel nomme gouverneur des personnes de confiance : son fils Al-Kamil en Égypte et un autre fils, Al-Mu’azzam, à Damas.

### Sultan suprême des Ayyoubides
Le pape Innocent III appelle à une nouvelle croisade, les croisées pensent débarquer le plus près possible de Jérusalem pour ensuite partir à sa conquête, tandis que les barons, suivant les conseils de Richard Cœur de Lion, pensent à un débarquement en Égypte, dont les ports Alexandrie et Damiette sont plus facilement prenable que Jérusalem et peuvent servir de monnaie d’échange. La croisade est cependant détournée vers Constantinople. Quelques croisés se rendent néanmoins en Palestine, et quelques actions de faible envergures sont entreprises, mais Amaury II de Lusignan, constatant que la croisade ne viendra pas, conclut avec Al-Adel une nouvelle paix en septembre 1204, qui assure une trêve de six ans et la rétrocession de Jaffa aux Francs. Considérant que le jihad a rempli son rôle par la conquête de Jérusalem, Al-Adel n’est pas animé d’une envie de chasser les chrétiens de Palestine, et les quelques violations de la trêve comme celle des Templiers en 1210 donnent lieu à des règlements pacifiques. En juillet 1211, il conclut une nouvelle trêve d’une durée de six ans avec le nouveau roi de Jérusalem, Jean de Brienne. Probablement vers 1208, Al-Adel conclut avec les Vénitiens un traité commercial en vue de développer le commerce égyptien et leur accorde une concession à Alexandrie.
À l’approche de la fin de la trêve, une cinquième croisade est prêchée. Les premiers croisés à débarquer sont les Hongrois commandés par le roi André II, qui décide de conquérir la Samarie en novembre 1217. Al-Adel doit se porter à Naplouse avec son armée pour couper la progression des Hongrois. Après plusieurs sièges et escarmouches, les Hongrois doivent battre retraite, puis quittent l’Orient.

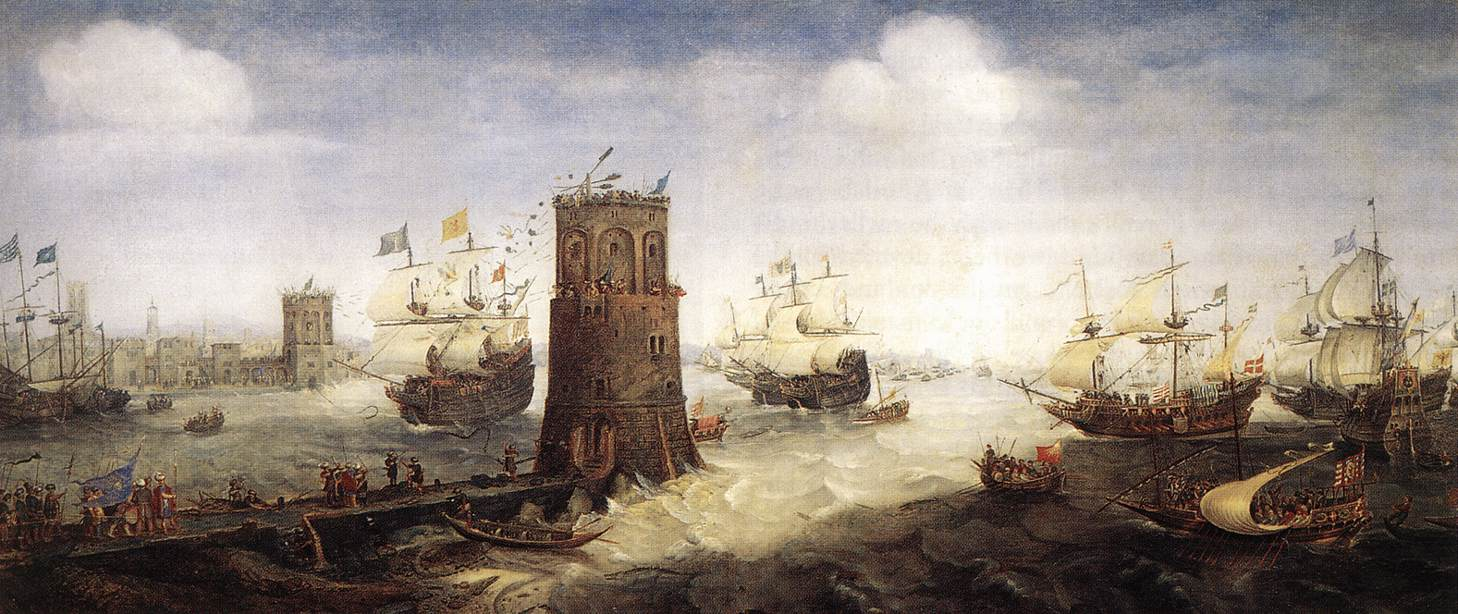
Cornelis Claesz van Wieringen : Navire brisant la chaîne de Damiette lors la cinquième croisade, XVIe siècle.

Mais, la cinquième croisade ne se limite pas aux croisés hongrois et de nouvelles troupes arrivent et décident de lancer une offensive contre l’Égypte. Des dizaines de milliers de croisés mettent le siège devant Damiette. Al-Kamel, vice-roi d’Égypte, marche contre eux mais n’ose pas les affronter, et installe son camp au sud du port, pour permettre le ravitaillement de la ville par le Nil. La cité est défendue au nord et à l’est par une étroite bande marécageuse. Au nord et à l’ouest, le Nil assure un lien permanent avec l’arrière-pays. Une chaîne tendue de la ville à une citadelle, barre l’accès du Nil. Les Francs s’acharnent en vain trois mois sur la citadelle, jusqu’au moment où ils ont l’idée d’arrimer deux grands vaisseaux et d’y construire une tour flottante arrivant à hauteur de la citadelle, qui prise d’assaut, tombe le 25 août ; la chaîne est rompue. Al-Adel apprend par un pigeon voyageur la chute de la citadelle, puis succombe, à 73 ans, victime d’une crise cardiaque. Al-Kamel parvient à contenir les croisés et à leur empêcher d’achever d’encercler Damiette, en leur infligeant des pertes sévères. Mais la mort d’al-Adel entraîne une tentative de coup d’État au Caire, où de nombreux émirs profitent de l’éloignement d’al-Kamel pour tenter d’installer un de ses frères sur le trône. Al-Kamel doit lever son camp et remonter vers la capitale pour rétablir l’ordre.

## Postérité
Il laisse seize fils et plusieurs filles :
- Malik al-Mu'azzam Musa (1175 - 1227), sultan de Damas de 1218 à 1227
- El-Malek Al-Kamil Mohammed (1177 - 1238), sultan d’Égypte
- El-Malek el-Ashraf Modaffer ed-Din Musa (1178 - 1237), émir d'Édesse, puis sultan de Damas de 1229 à 1237.
- El-Malek el-Hafed Nur ed-Dul Arslan Shah (mort en 1241), émir de Kalat Djaher
- El-Malek el-Aziz Imad ed-Din Othman, émir de Panéas
- El-Malek es-Saleh Imad ed-Din Ismaïl (1199 - 1250), sultan de Damas de 1237 à 1238
- El-Malek el-Wahad Ayyoub (mort en 1210)
- El-Malek el-Ashram Musa
- El-Malek el-Modaffer Shehab ed-Din Ghazi, émir d'Édesse
- Mawdud
- Taki ed-Din Abbas
- une fille, mariée à Mu'izz al-Din Qaysar-Shah, fils de Kılıç Arslan II, sultan seldjoukide de Roum
- Daifa Khatun (1185 - 1242), mariée à un de ses cousins, émir d'Alep
- Maleka Khatun (morte en 1220), mariée à El-Malik el-Mansur Mohammed, émir de Hama.